# Sindicat de Guionistes dels Estats Units
El Sindicat de Guionistes dels Estats Units o Writers Guild of America (WGA per les seves sigles en anglès) és el terme genèric per referir-se a l'esforç conjunt de dos sindicats estatunidencs diferents que representen els guionistes de cinema, televisió, ràdio i mitjans en línia:
- El Sindicat de Guionistes dels Estats Units, Est (Writers Guild of America, East o WGAE), amb seu a la ciutat de Nova York i fundat el 1951.[2] Està afiliat a l'AFL-CIO (American Federation of Labor and Congress of Industrial Organizations).
- El Sindicat de Guionistes dels Estats Units, Oest (Writers Guild of America West o WGAW), amb seu a Los Angeles i fundat el 1954 a partir de l'Screen Writers Guild.[3]

Tot i que ambdues organitzacions funcionen de manera independent, realitzen algunes activitats comunes, com ara la negociació de contractes i l'inici d'accions de vaga a l'uníson.
En una reunió amb l'Aliança de Productors de Cinema i Televisió el 20 de març de 2023, el Sindicat de Guionistes dels Estats Units va proposar que es permetés utilitzar la intel·ligència artificial en el procés de creació de guions; dos dies més tard n'especificaven els detalls en una piulada a Twitter.

## Activitats comunes
Tot i que el WGAE i el WGAW funcionen de manera independent, realitzen algunes activitats habituals en paral·lel, incloses les següents:
- Premis del Sindicat de Guionistes dels Estats Units (Writers Guild of America Awards), un programa anual de premis[6] amb presentacions simultànies a cada costa.[7] El primer premi es va atorgar l'any 1949[2] a les pel·lícules que s'havien estrenat l'any 1948. De fet, hi havia una categoria a la millor pel·lícula escrita sobre l'escena estatunidenca.[8]
- El sistema de crèdits de guió WGA determina com es mostren els noms dels escriptors durant els crèdits d'una obra.[2]
- Servei de registre de guions WGA, serveis en línia per demostrar quan es van escriure els guions i qui ho va fer.[2]
- International Affiliation of Writers Guilds (IAWG), tots dos gremis pertanyen a aquesta federació laboral internacional.[9]

## Vagues
El WGAE i el WGAW negocien contractes a l'uníson i també inicien accions de vaga simultàniament.
- Vaga del Sindicat de Guionistes dels Estats Units de 1960[11]
- Vaga del Sindicat de Guionistes dels Estats Units de 1981[12]
- Vaga del Sindicat de Guionistes dels Estats Units de 1985[13]
- Vaga del Sindicat de Guionistes dels Estats Units de 1988[14]
- Vaga del Sindicat de Guionistes dels Estats Units de 2007-2008[1]
- Vaga del Sindicat de Guionistes dels Estats Units de 2023[1]